# Halstjärnen, Norrbotten
Halstjärnen är en sjö i Kalix kommun i Norrbotten och ingår i Töreälvens huvudavrinningsområde.